# Història de Sicília

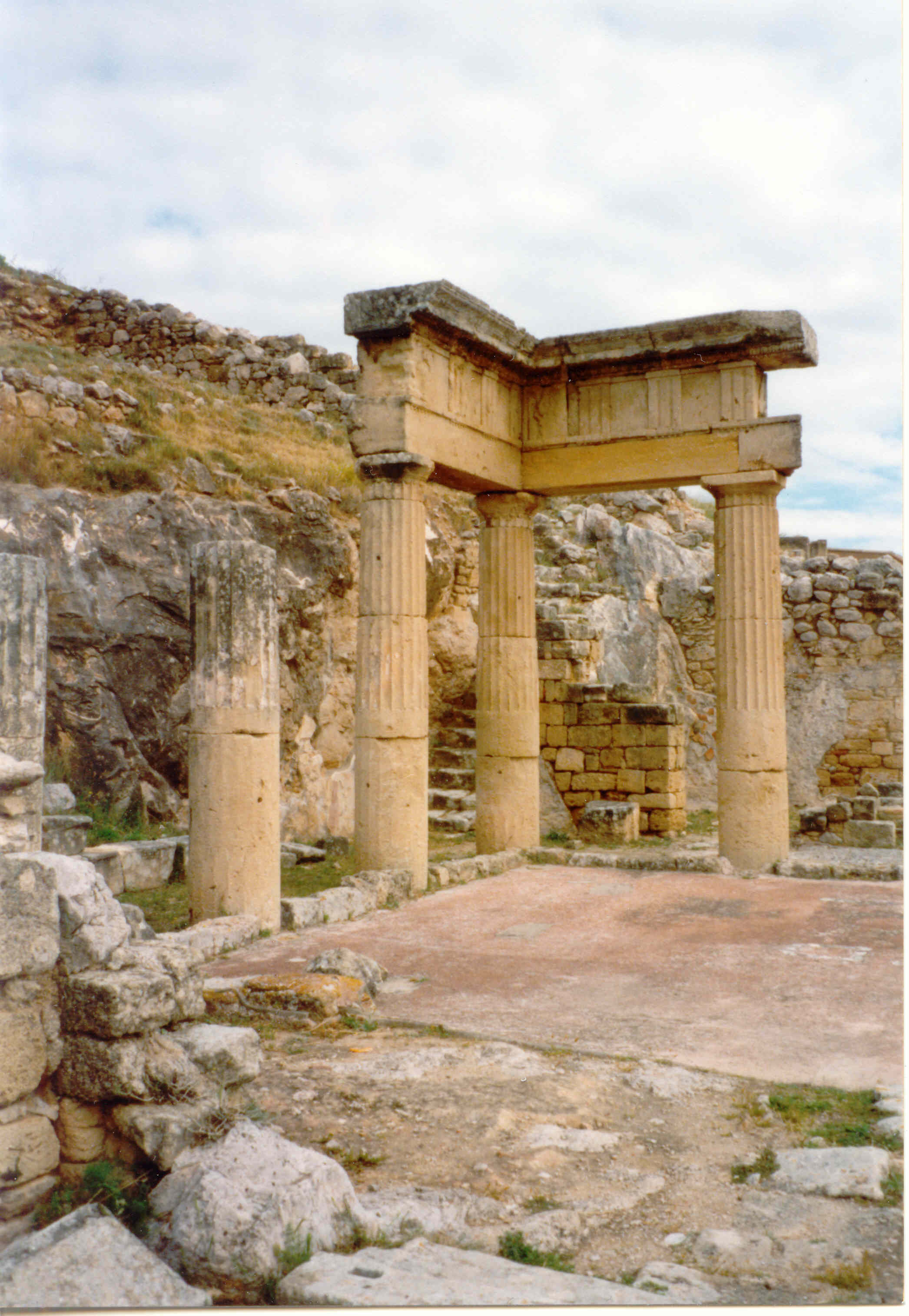
Ruïnes d'un temple a Soluntum.

La història de Sicília ha vist a aquesta illa del Mediterrani, actual regió d'Itàlia, controlada normalment per grans potències (Roma, vàndals, romans d'Orient, sarraïns, els Hohenstaufen, els catalano-aragonesos, els espanyols) però també va experimentar breus períodes d'independència, com amb els grecs i més tard amb l'Emirat de Sicília després Regne de Sicília. Encara que actualment forma part de la República Italiana, manté la seva pròpia cultura diferenciada.
Sicília és tant la major regió del modern estat italià com la major illa del mar Mediterrani. La seva ubicació central i els seus recursos naturals li van assegurar una posició estratègica crucial a causa de la seva importància per a les rutes comercials mediterrànies. Per exemple, la zona va ser considerada com a part de la Magna Grècia, amb Ciceró descrivint Siracusa com la ciutat més gran i bella de tota l'antiga Grècia.
La història econòmica de la Sicília rural es va centrar en la seva «economia de latifundi» causada per la centralitat de grans finques, originalment feudals, usades per al cultiu de cereals i ramaderia que es va desenvolupar en el segle XIV i que van persistir fins a la Segona Guerra Mundial.
De vegades l'illa ha estat en el cor de grans civilitzacions, en uns altres temps no ha estat més que un lloc colonial sense desenvolupament o progrés propis. La seva fortuna ha variat sovint depenent d'esdeveniments que els sicilians no podien controlar, en temps antics un pol d'atracció pels immigrants, en temps posteriors terra d'emigrants. Sicília és part del Mezzogiorno (Itàlia meridional, incloent Sicília i sovint Sardenya), una regió usualment caracteritzada per una economia predominantment agrària, tinença de terra gairebé feudal, marcades diferències de classe, i les vendette i activitats criminals de la Camorra a Nàpols i la Màfia a Sicília.

## Prehistòria

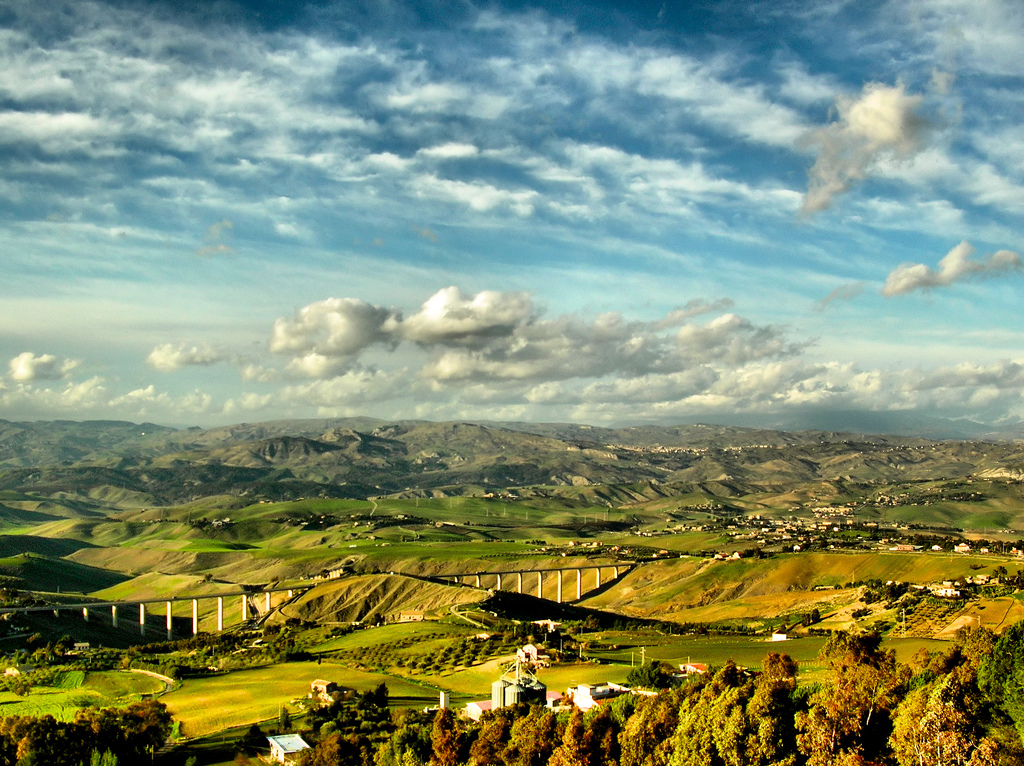
L'interior ondulat al voltant de Caltanissetta, a la Sicília central.

L'illa de Sicília ha estat habitada des de la Prehistòria. De l'època del Paleolític queden restes en el litoral septentrional (Trapani), i del Neolític en llocs com Termini Imerese. Els habitants originaris de Sicília van ser tres grups definits dels pobles antics d'Itàlia. Els més prominents i des de lluny els més antics van ser els sicans, de cultura neolítica, van habitar l'illa en el III mil·lenni aC. Segons Tucídides van arribar des de la península Ibèrica (potser Catalunya). Important evidència històrica ha estat descoberta en forma de pintura rupestre dels sicans, que daten del final del Plistocè, al voltant de l'any 8000 aC. L'arribada dels primers humans és correlativa a l'extinció de l'hipopòtam nan i l'elefant nan. Els èlims, que es creu que provenien del mar Egeu van ser la següent tribu que va emigrar per unir-se als sicans a Sicília.
Encara que no hi ha evidència de cap guerra entre les tribus, quan els èlims es van assentar a la part nord-oest de l'illa, els sicans es van traslladar cap a l'est. Des de la península Itàlica, que es creu que originàriament eren ligurs de Ligúria, van venir els sículs, que dominaven ja el coure en el 1200 aC; van forçar els sicans a traslladar-se al centre de l'illa. Altres grups itàlics que es van assentar a Sicília van ser els ausons (Illes Eòlies, Milazzo) i els morgetes (Morgantina). Hi ha molts estudis de registres genètics que mostren habitants de diverses parts de la conca mediterrània barrejats amb els més antics habitants de Sicília. Entre ells estaven els egipcis, els fenicis i els ibers.

## Història antiga

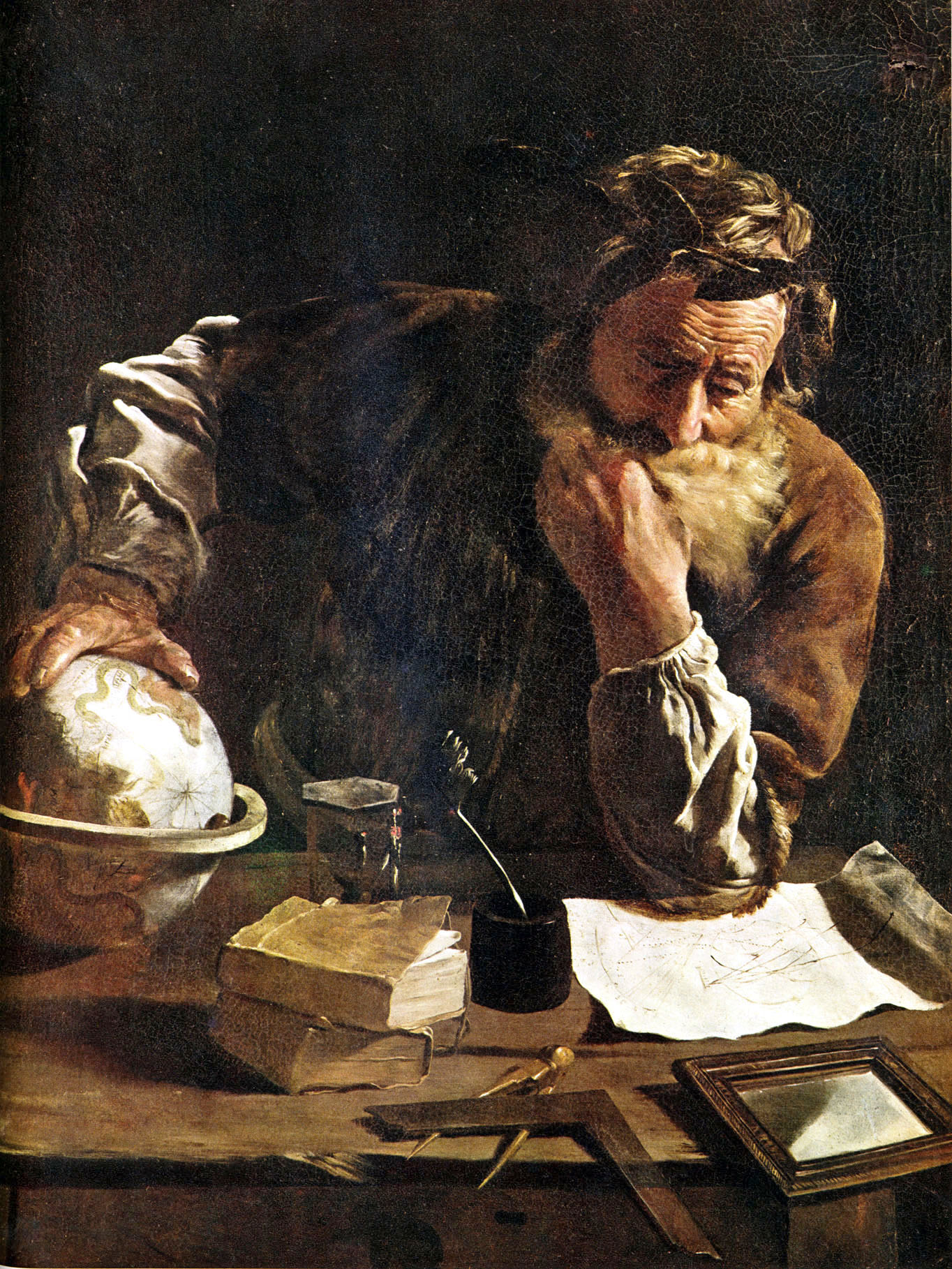
Arquimedes de Siracusa, pintat per Domenico Fetti el 1620

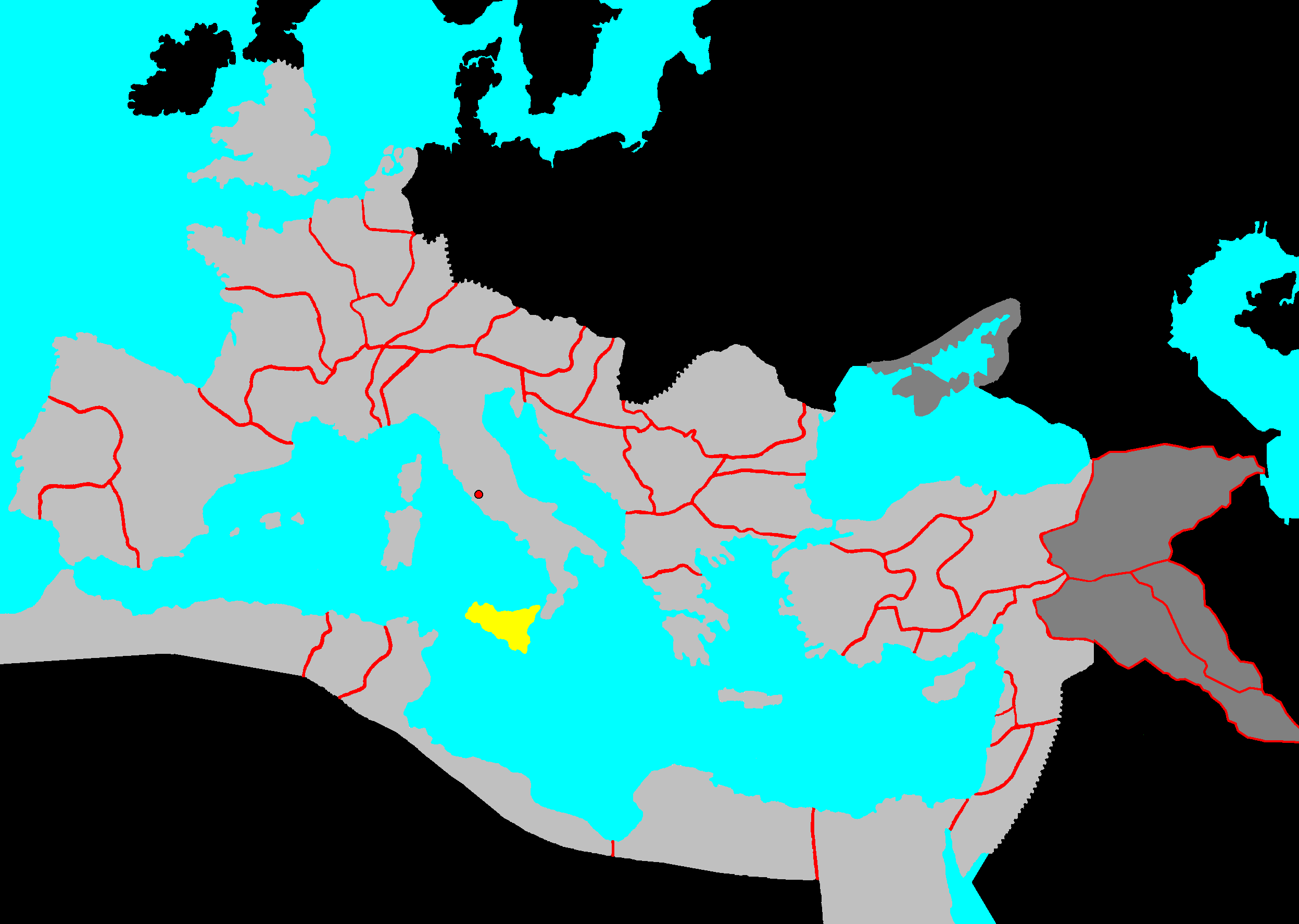
Sicília dins de l'Imperi Romà

Sicília, gràcies a la seva posició central en el Mar Mediterrani, ha viscut en primera persona alguns dels més importants fets de la Història. Des dels pobles que van precedir l'arribada dels grecs fins al segle xx, l'illa ha estat escenari d'invasions i centre cultural d'extrema importància. En el segon mil·lenni abans de Crist, Sicília estava poblada per diferents ètnies: els Sículs (els que van donar nom a l'illa), els Sícans i els Elims. Alguns personatges històrics procedents d'allà, foren anomenats indistintament com "sículs" o "de Sicília" (per exemple, l'historiador Diodor Sícul o de Sicília).
En el segle viii aC, Sicília va caure en la marea colonitzadora grega. Els grecs van fundar diverses ciutats d'importància. La principal d'elles va ser Siracusa, una de les parts més importants de la Magna Grècia, fundada per la branca dòria dels grecs, i que es va transformar en el fidel aliat d'Esparta en el Mediterrani Occidental, raó per la qual va ser atacada infructuosament per Atenes l'any 413 aC, en el marc de la Guerra del Peloponès. No obstant això, el pitjor enemic dels grecs a Sicília no van ser els grecs de l'est, sinó els cartaginesos. Enmig de les constants guerres de grecs i cartaginesos pel control de Sicília, els tirans de Catània, com per exemple Dionís el Vell, Dionís el Jove o Timoleó, van convertir a Sicília en un petit imperi propi.
No obstant això, enfront de la creixent pressió de Cartago, no van tenir més remei que triar entre el seu domini, o el del naixent Imperi Romà. Durant la Primera Guerra Púnica, els romans van conquistar tota Sicília, excepte Siracusa, que va aconseguir mantenir-se independent (241 aC). No obstant això, durant la Segona Guerra Púnica, Siracusa es va aliar amb Cartago, pel que els romans la van conquistar militarment el 212 aC, malgrat els intents del famós inventor Arquimedes per defensar-la amb l'últim de la tecnologia militar de l'època.
Després de la conquesta, Sicília va ser reduïda a província romana. Va patir així l'espoli que era comú a tot el territori romà, durant la República Romana. Va arribar un moment que Sicília, anomenada el graner de Roma, era incapaç d'alimentar-se a si mateixa. Es va portar a terme fins i tot un sonat procés judicial, per part de Ciceró, contra Verres, governador de l'illa, que va ser condemnat a causa de les seves trapelleries. Sicília va ser província romana fins a la caiguda de l'Imperi Romà, en el segle v. En aquestes dates, els vàndals la van saquejar i sotmetre.

## Edat mitjana

### Alta Edat Mitjana
Malgrat això, a mitjan segle vi, hi va desembarcar el general Belisari, comandant de les tropes romanes d'Orient, qui la va incorporar a l'Imperi Romà d'Orient, en les mans del qual romandria durant mig mil·lenni. Hi va haver fins i tot moments en la història romana d'Orient, com durant el govern de Maurici, que es va pensar a traslladar la capital des de Constantinoble a Sicília, a causa de la pressió que patia l'Imperi per part dels perses primer, i dels àrabs després, en la seva frontera oriental. Van ser precisament els musulmans sarraïns del nord d'Àfrica qui, a partir del segle viii, van iniciar atacs cada vegada més forts sobre Sicília i la van dominar (entre el 827 i el 878).
Els fatimites es van trobar el 910 amb la resistència legitima proaglàbida de Ibn Kurhub, però es van poder imposar i van dominar l'illa fins al 948. En aquestos anys van fer repetits atacs a la Pulla, Calàbria i altres llocs del sud d'Itàlia. El ghulam Sabir, un esclau de la cort del fatimita Ubayd-Al·lah al-Mahdí (909-934) va fer el 928 una campanya contra els llombards de la costa de la mar Tirrena i va ocupar diverses fortaleses que és difícil d'identificar perquè els noms àrabs són pocs clars. L'imam fatimita Al-Qàïm (934–946) va enviar a Yakub ibn Ishal a atacar la costa de Ligúria (934) i el 935 va conquerir Gènova. Després del 948 el poder va passar a la dinastia kalbita de Sicília que va dominar l'illa durant un segle i que va seguir atacant la Itàlia del sud periòdicament, especialment la Pulla i Calàbria. El 1015 Mudjahid ibn Abd Allah va fer una expedició a Sardenya. A la meitat del segle xi la dinastia es va descompondre i alguns cadis van assolir el poder a alguns territoris; la conquesta normanda va començar el 1061 i es va acabar pràcticament amb la conquesta de Palerm el 1072.

### Regne de Sicília

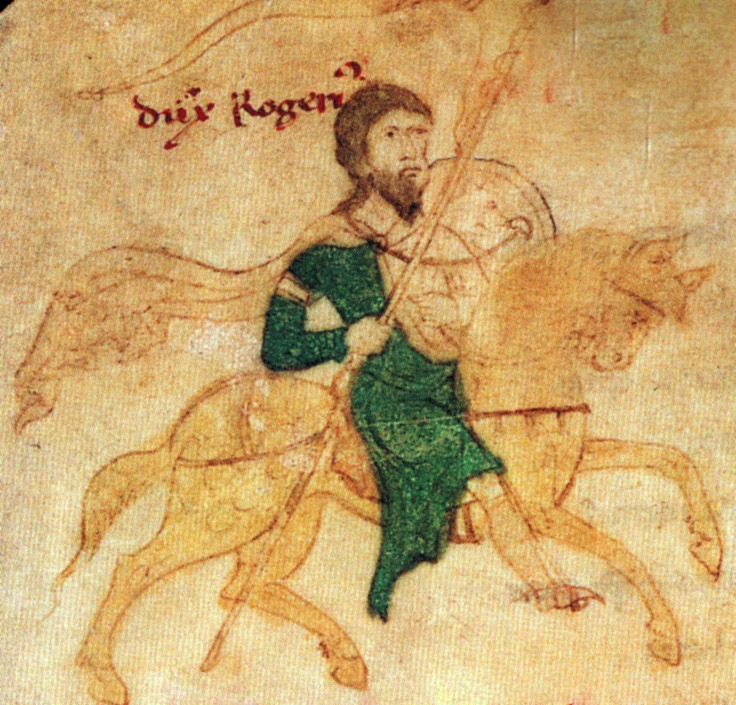
Roger II de Sicília

L'any 1061, un accident del destí va atreure allà als normands de Roger Bosso que finalment va ser coronat a Palerm Rei de Sicília. Un grapat de normands passava per Palerm camí de Terra Santa, i van rebre una petició de socors per part de la ciutat, llavors assetjada pels sarraïns. Els normands, demostrant la seva llegendària fama en combat, van alliberar la ciutat del setge sarraí, però a continuació, van descobrir la riquesa de l'illa, i la facilitat amb què podia ésser conquerida. Durant la resta del segle xi, una vegada darrera l'altra els normands es van llançar sobre l'illa. Van tenir particular èxit els membres de la Casa d'Hauteville (anomenats així per venir de la localitat d'Hauteville, a Normandia). El seu líder era Robert, fill de Tancred d'Hauteville, que tenia per sobrenom Guiscard (l'Atrevit). Robert Guiscard va expulsar sense contemplacions els romans d'Orient del sud d'Itàlia, mentre que el seu germà Roger I de Sicília va completar la conquesta de Sicília, rebent de part del Papa, el títol de Comte de Sicília. Roger I va morir el 1101. Després del brevíssim regnat del seu fill Simó, va pujar al poder Roger II de Sicília. Aquest va continuar la política expansionista del seu pare, reunificant els dominis continentals i insulars normands fins a construir un regne que dominava tant Sicília com el sud d'Itàlia, que serà la base del que després es coneixerà com el Regne de les Dues Sicílies. Va ser un excel·lent administrador, assegurant la tolerància religiosa a musulmans i cristians ortodoxos, malgrat que ell mateix, a causa del seu conveni amb el papat, introduïa per primera vegada el catolicisme en aquestes terres. En política internacional va aconseguir ser nomenat Rei de Sicília l'any 1130, títol que el Papa Innocenci II va ratificar el 1139, després d'un confús període de guerres.
Després de la mort de Roger II, sota els governs de Guillerm I el Dolent i Guillerm II el Bo, Sicília segueix sent poderosa, però entra en un cert declivi. Malgrat això, Guillem el Bo va portar a la posteritat la Catedral de Monreale, una de les joies de l'art romànic. A la seva mort, els drets hereditaris recauen sobre l'emperador Enric VI, però els nobles sicilians es van rebel·lar i van cridar un fill bastard de Roger II, Tancred de Lecce, perquè els governés fins que va morir poc després. El tron va recaure així en Federic II Hohenstaufen, que va governar com Rei de Sicília i Emperador del Sacre Imperi Romanogermànic. El destí de Sicília va continuar així lligat al de les Dues Sicílies.
Més endavant, la població de l'illa de Sicília es va aixecar contra la tutela del rei francès Carles d'Anjou, que va durar del 1282 al 1287. De resultes d'aquest aixecament, conegut com les Vespres Sicilianes, el rei d'Aragó Pere el Gran entrà a aquesta illa i les de Malta i Gozzo.
En els segles successius, Sicília es va transformar en camp de batalla del joc polític entre l'Església i l'imperi.

## Edat moderna
A partir de 1492, Ferran el Catòlic va centrar la seva activitat en la tradicional expansió aragonesa cap a Orient. A Itàlia, per oposar-se a l'intent francès d'annexionar-se el Regne de Nàpols i Sicília, organitza la Lliga Santa (1495), el seu primer gran èxit diplomàtic internacional. Va expulsar a la dinastia regnant del Regne de Nàpols i Sicília i, el 1504, als francesos, amb el que Nàpols es va sumar a les possessions de la corona. Va mantenir dos virregnats diferents, un per a Sicília i un altre per a Nàpols.

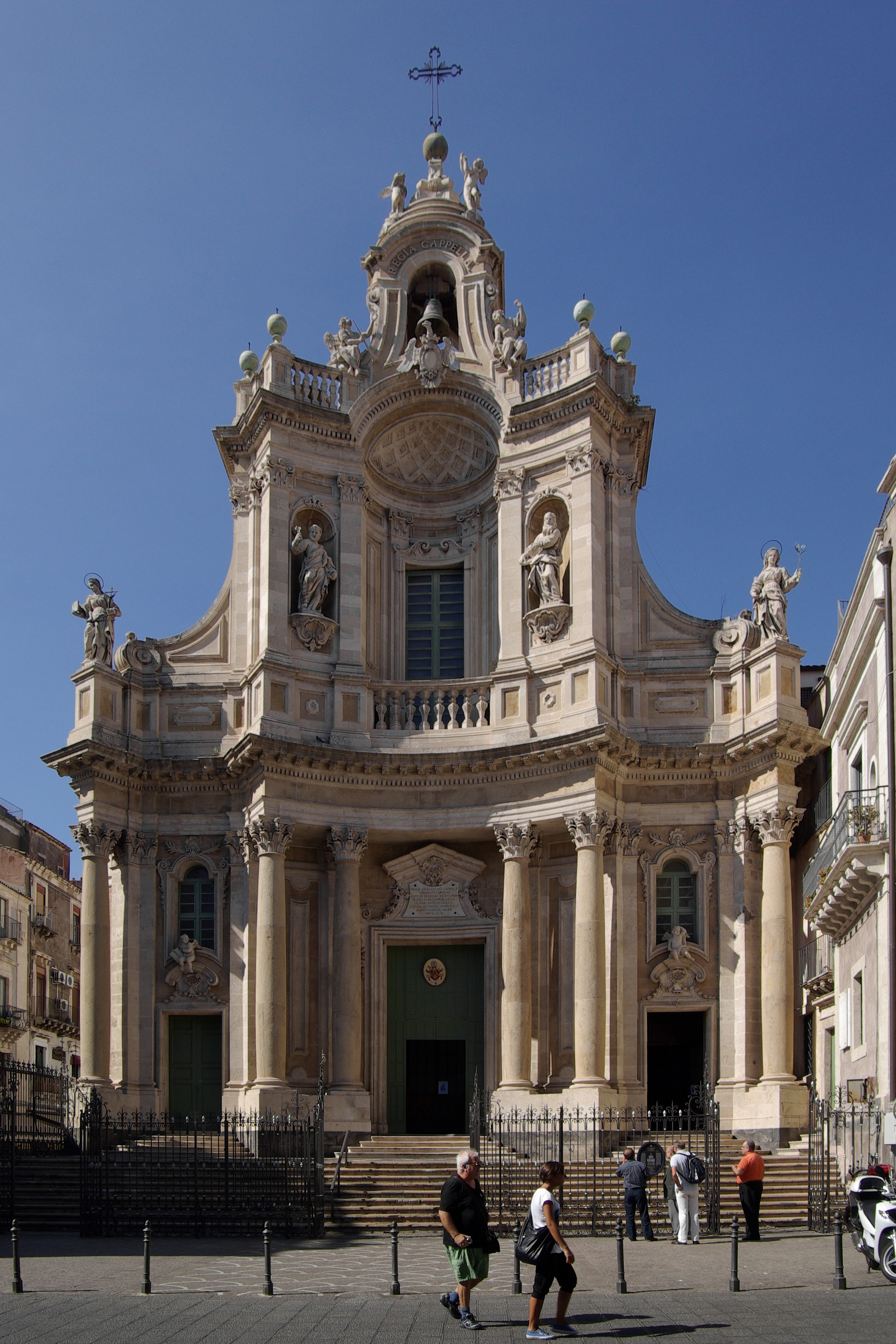
Barroc sicilià a Catània

L'illa es va veure afectada per dos terratrèmols molt importants a l'est tant el 1542 com el 1693. Uns pocs anys abans de l'últim terratrèmol l'illa s'havia vist afectada per una feroç pesta. S'ha calculat que el terratrèmol de 1693 va matar a 60.000 persones. Va haver-hi revoltes durant el segle xvii, però van ser aixafades amb per la força, especialment les de Palerm i Messina. Els atacs pirates van descoratjar l'assentament al llarg de la cosa fins al segle xix.
La situació de Sicília com un virregnat més de l'Imperi Espanyol va continuar fins a l'any 1713. En ocasió de la guerra de successió espanyola, es va lliurar en el tractat d'Utrecht l'illa al duc de Savoia, Víctor Amadeu II, a títol de rei. No obstant això, l'any 1720 va canviar Sicília per Sardenya, i l'illa va quedar en mans de l'emperador austríac, Carles VI. Mentre els austríacs estaven preocupats amb la guerra de Successió polonesa, un príncep borbònic, Carles III d'Espanya, fill de Felip V d'Espanya va ser capaç de conquerir Sicília i Nàpols. Quan Carles va assumir el títol de rei d'Espanya va deixar tots dos regnes al seu fill, Ferran I de les Dues Sicílies, qui va assumir el tron del Regne de les Dues Sicílies. Al principi Sicília va ser capaç de romandre com un regne independent sota la unió personal, mentre els borbons governaven des de Nàpols.

## Edat contemporània
L'adveniment del Primer Imperi Francès de Napoleó Bonaparte va significar que Nàpols va ser presa després de la batalla de Camp Tenese i es van instaurar reis de Nàpols bonapartistes. El borbó Ferran I de les Dues Sicílies es va veure obligat a retirar-se a Sicília que encara controlava totalment gràcies a l'ajuda de la protecció naval britànica. Després d'això Sicília es va veure implicada en les guerres napoleòniques, després de les guerres Sicília i Nàpols es van unir formalment com les Dues Sicílies sota els borbons. Grans moviments revolucionaris van esdevenir en els anys 1820 i 1848 contra el govern borbònic amb Sicília buscant la seva independència; en la segona, la Revolució siciliana de 1848 va resultar triumfadora i com a conseqüència d'això es va obrir un període d'independència per a Sicília.

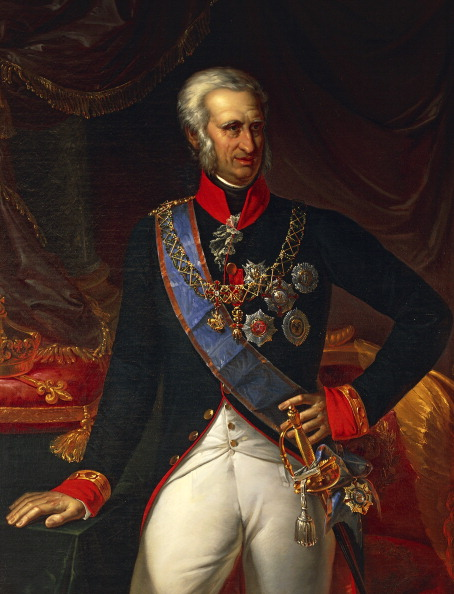
Ferran I de les Dues Sicílies.

El 1860, com a part del risorgimento, l'expedició dels Mil liderada per Giuseppe Garibaldi va desembarcar a Sicília i en el serral de Pianto romà, a prop de Calatafimi, va derrotar el 15 de maig als borbons. Els sicilians, animats per les promeses de Garibaldi d'una república italiana i igualtat per als sicilians, se li van unir en la presa del sud de la península Italiana. La marxa de Garibaldi va ser finalment completada amb el setge de Gaeta (1860), on es va expulsar a l'última resistència borbònica i Garibaldi va anunciar la seva dictadura en nom de Víctor Manuel II. Sicília es va convertir llavors en part del regne d'Itàlia (1861). Des de llavors, la història siciliana ha estat vinculada estretament a la d'Itàlia. Amb la imposició d'una monarquia, els sicilians no van tenir ni la república promesa, ni la igualtat, ja que les posicions importants en la política, el judicial i temes policials s'adoptaven a la Itàlia septentrional. Una revolta anti-savoiana a la recerca de la independència siciliana va sorgir l'any 1866 a Palerm; va ser aixafada brutalment pels italians en una setmana.
Giuseppe Tomasi di Lampedusa va escriure en el seu llibre Il Gattopardo que els sicilians van veure la unificació d'Itàlia com una conquesta del sud pel nord. Va decaure l'economia de Sicília i del més ampli mezzogiorno, la qual cosa va portar a una onada d'emigració sense precedent. Organitzacions de treballadors i camperols coneguts com els Fasci Siciliani, que eren grups d'esquerres i independentistes, es van alçar i van provocar que el govern italià imposés la llei marcial de nou l'any 1894. El terratrèmol de Messina de 1908 va matar a més de 80.000 persones.
La Màfia, una confederació de xarxes de crim organitzat, va emergir a mitjan segle xix inicialment en el paper de forces privades llogades per protegir la propietat dels terratinents i comerciants dels grups de bandits (briganti), que freqüentment van saquejar el camp i les ciutats. El règim feixista va començar suprimint-los als anys vint amb considerable èxit. Ocupada pels nazis durant la Segona Guerra Mundial, Sicília va ser triada pels Aliats per atacar Europa, en l'operació coneguda generalment com a Desembarcament de Sicília, el 1943. Per preparar la invasió de Sicília, els aliats van revitalitzar la Màfia perquè els ajudés. La invasió de Sicília va contribuir a la crisi del 25 de juliol; en general els aliats victoriosos eren càlidament abraçats per la població siciliana.
Itàlia es va convertir en República el 1946 i com a part de la Constitució d'Itàlia, Sicília es va constituir com una de les cinc regions d'estatut especial. Tant la reforma agrària parcial italiana com els fons especials de la governamental Cassa per il Mezzogiorno (Caixa pel Sud) de 1950 a 1984, va ajudar al fet que millorés l'economia siciliana, encara que va continuar la imposició pels septentrionals d'importants posicions administratives.